# Монтгомері (округ, Канзас)
Шаблон:StateAbbr_ 37°12′00″ пн. ш. 95°44′00″ зх. д. / 37.2° пн. ш. 95.7333° зх. д.
Округ Монтгомері (англ. Montgomery County) — округ (графство) у штаті Канзас, США. Ідентифікатор округу 20125.

## Історія
Округ утворений 1867 року.

## Демографія
За даними перепису
2000 року
загальне населення округу становило 36252 осіб, зокрема міського населення було 21066, а сільського — 15186.
Серед мешканців округу чоловіків було 17484, а жінок — 18768. В окрузі було 14903 домогосподарства, 9954 родин, які мешкали в 17207 будинках.
Середній розмір родини становив 2,93.
Віковий розподіл населення поданий у таблиці:
| Стать    | До 15 років | 15-21 | 22-29 | 30-39 | 40-49 | 50-65 | 65-85 | Понад 85 |
| -------- | ----------- | ----- | ----- | ----- | ----- | ----- | ----- | -------- |
| Чоловіки | 3845        | 1999  | 1448  | 2186  | 2571  | 2844  | 2301  | 290      |
| Жінки    | 3488        | 1867  | 1423  | 2329  | 2556  | 3063  | 3295  | 747      |

## Суміжні округи
- Вілсон — північ
- Ніошо — північний схід
- Лабетт — схід
- Новата, Оклахома — південний схід
- Вашингтон, Оклахома — південь
- Шотоква — захід
- Елк — північний захід

## Виноски
1. ↑  U.S. Decennial Census. United States Census Bureau. Архів оригіналу за 19 липня 2018. Процитовано 27 липня 2014.
2. ↑  Historical Census Browser. University of Virginia Library. Архів оригіналу за 11 серпня 2012. Процитовано 27 липня 2014.
3. ↑  Population of Counties by Decennial Census: 1900 to 1990. United States Census Bureau. Архів оригіналу за 5 червня 2019. Процитовано 27 липня 2014.
4. ↑  Census 2000 PHC-T-4. Ranking Tables for Counties: 1990 and 2000 (PDF). United States Census Bureau. Архів оригіналу (PDF) за 18 грудня 2014. Процитовано 27 липня 2014.
5. ↑  State & County QuickFacts. United States Census Bureau. Архів оригіналу за 9 липня 2011. Процитовано 27 липня 2014.(англ.) Наведено за англійською вікіпедією.
6. ↑  American FactFinder. Бюро перепису населення США. Архів оригіналу за 26 лютого 2012. Процитовано 31 січня 2008.

| США | Це незавершена стаття з географії США. Ви можете допомогти проєкту, виправивши або дописавши її. |